# Бурдийон, Фрэнсис Уильям
Фрэнсис Уильям Бурдийон (англ. Francis William Bourdillon; 22 марта 1852 в Ранкорне, Чешир — 13 января 1921 г. в Баддингтоне, Мидхерст) — английский поэт, переводчик и педагог.
Родился в Ранкорне, Чешир, рос в Вулбединг Ректори рядом с Мидхерстом, где позже построил дом для себя и своей семьи. Дом под названием «Баддингтон».
Бурдийон получил образование в Вустер-колледже, Оксфорд. С 1876 по 1879 год, он выступал в качестве воспитателя сыновей принца Кристиана Шлезвиг-Гольштейнского.[1] позже он жил в Истборне,[2] и в Мидхерсте, графство Суссекс.[3] Преподавал в колледжах Истборна.
Известность к нему пришла после опубликования в 1873 году в журнале «Spectator» стихотворения «Ночь смотрит тысячами глаз». В течение нескольких лет стихотворение было переведено на несколько европейских языков. В России оно стало известно в 1874 году благодаря переводу Якова Полонского:

Ночь смотрит тысячами глаз,

А день глядит одним;

Но солнца нет — и по земле

Тьма стелется, как дым.
Ум смотрит тысячами глаз,

Любовь глядит одним;

Но нет любви — и гаснет жизнь,

И дни плывут, как дым.

При первой публикации Полонский сделал примечание: «Стихотворение это было напечатано в английском журнале „Spectator“ 1873 г. № 2365. — В том же журнале вновь перепечатано с переводами, присланными из Франции и Германии. — Затем, без подписи автора, стало появляться в американских изданиях. Я перевел его, как умел».
Впоследствии Бурдийон издал несколько сборников стихов, в том числе и «Среди цветов, и другие стихи» (1878), «Minuscula: стихи природы, искусства и любви», (1897, впоследствии переизданных в трёх небольших книжках изданных анонимно в Оксфорде в 1891, 1892 и 1894 годах соответственно), «Жерар и Изабель: роман в форме Шантефабля» (1921), а также «Хризеус», и «Прелюдии и романсы» (1908).
Автор нескольких иллюстрированных детских книг со стихами, в частности: «Молодые служанки и Старый Китай» стихи Бурдийона, иллюстрации Ж. Г. Соверби. (1888)
В 1896 году он опубликовал «Нефелу», романтический роман. Он переводил с французского, в частности, «Окассен и Николетта» (1887) (фр. Aucassin et Nicolette) — французский рыцарский роман первой половины XIII века в жанре песни-сказки (шантефабль). Написал несколько научных работ: «Ранние издания Романа де ла Розы» (1906), а также «Россия возрождается» (1917) и различных эссе.
1. «F.W. Bourdillon, Poet, Scholar, and Editor of old French Romances». The London Times. 14 Jan 1921
2. Eastbourne Memories, A Victorian Perspective of, notable events, Persons and town history — online book at www.sussexhistory.co.uk
3. Nicholas Albery (editor), Poem for the Day, p. 89.